# 南湖街道 (嘉兴市)
南湖街道是中国浙江省嘉兴市南湖区下辖的一个街道。

## 辖区
南湖街道下辖以下地区：
民北社区、烟雨社区、枫杨社区、农翔社区、桂苑社区、万洲社区、南湖社区、南溪社区、文星社区和云都社区。